# Regius-Manuskript
Das Regius-Manuskript oder Halliwell-Manuskript von 1390 ist die älteste bekannte Zunftordnung der Steinmetzbruderschaften. Man nennt es auch das „Maurerische Gedicht“. Der auf Pergament geschriebene und in russischem Leder gebundene Text enthält in 794 Paarreimen auf mittelenglisch eine Darstellung der Entstehung der Steinmetzzunft in England sowie eine Darstellung der Zunftregeln. Es berichtet, dass schon der angelsächsische König Äthelstan (925–939) den Maurern in England seine besondere Gunst schenkte und deren Zusammenschlüsse förderte. Zweck der Handschrift war es, den jungen Handwerkern die Regeln und Pflichten der Bruderschaft näherzubringen und das Auswendiglernen dieser zu erleichtern. Das Manuskript befindet sich heute in der Handschriftensammlung der British Library, London.

## Entstehung

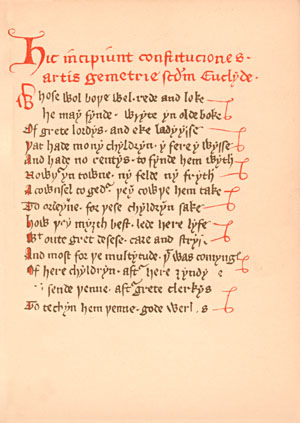
Regius-Manuskript

Der Ursprung des Manuskripts ist im Wesentlichen unbekannt. Es gelangte 1757 unter König Georg II als Teil der königlichen Handschriften-Sammlung in den Besitz der British Library. Die Bedeutung für die Freimaurerei wurde erstmals 1734 durch den Bibliothekar David Casley erkannt, der es als … Poem of Moral Duties (deutsch: ein Gedicht über moralische Pflichten) katalogisierte. Seine Existenz war in Vergessenheit geraten, bis der Literaturhistoriker James Orchard Halliwell-Phillipps es einer erneuten Erforschung unterzog. Halliwell bezeichnete es in einem Vortrag vor der Society of Antiquaries über die Ursprünge der Freimaurerei als „Maurerisches Gedicht“.

## Inhalt
Das mit „Hier beginnen die Verfassungen der Kunst der Geometrie nach Euklid“ überschriebene Gedicht beginnt mit 15 sogenannten Artikeln, die die Entstehung der Maurerei und allgemeine Regeln des Handwerks beschreiben. Dem folgen 15 sogenannte „Weitere Verfassungen“, in denen besondere Pflichten der Handwerker definiert werden. Dazu gehören u. a. die wöchentliche Arbeitszeit und Entlohnung, die Wahrung der Berufsgeheimnisse, die Verpflichtung, die Regeln des Bauhandwerks zu befolgen, die Eidespflicht auf die Berufspflichten und der Ausschluss aus der Zunft bei Verletzung dieser Verpflichtungen. Hiernach schließt sich die „Weitere Verordnung der Kunst der Geometrie“ an. Im Weiteren wird die Geschichte „Der Kunst der vier Kronen“ erzählt, in der vier Baumeister sich weigerten, an einem Sakralbauwerk „Götzenbilder“ anzubringen. Trotz der ihnen angedrohten Strafen blieben sie standhaft, weshalb jeweils am 9. November ihrer mit einem Fest zu gedenken sei. Im Vers 538f ist eine Darstellung der Sieben Freie Künste der Antike enthalten.

## Freimaurerei
Für die Freimaurerei, welche ihren Ursprung in den alten Steinmetzzünften sieht, stellt das Manuskript einen Teil der sogenannten Alten Pflichten dar. Eine von Karl Christian Kanis Gretschel angeregte Übersetzung ins Deutsche wurde 1842 von Hermann Marggraff veröffentlicht.